# New York Mercantile Exchange

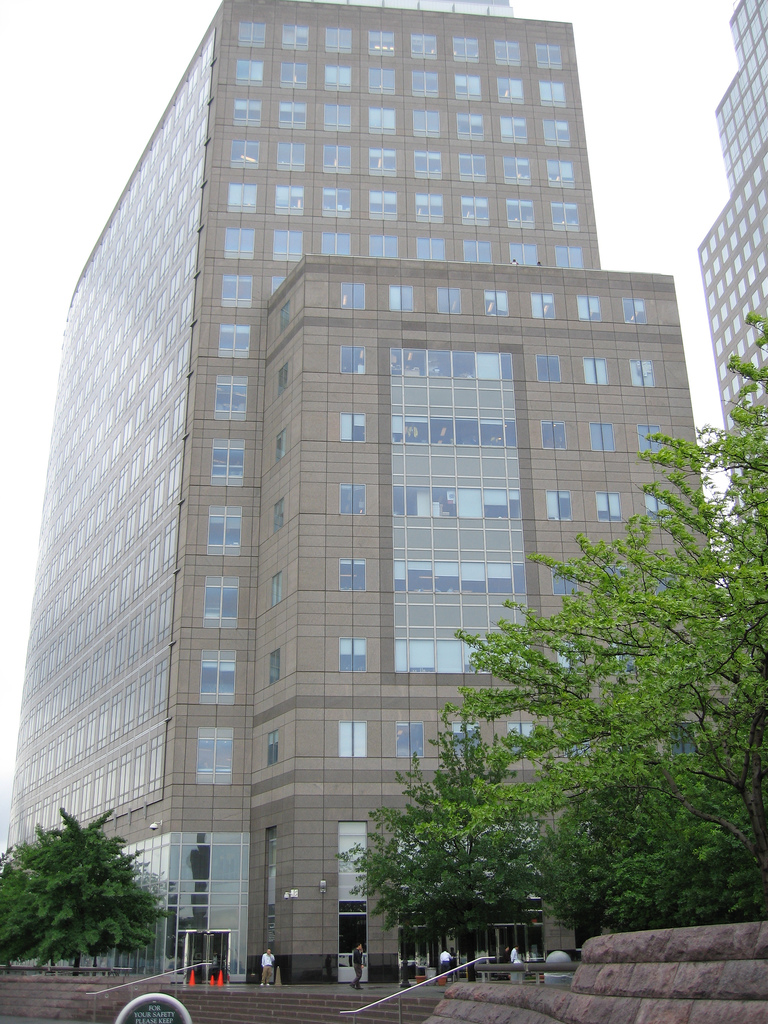
New York Mercantile Exchange – die weltgrößte Warenterminbörse

Die New York Mercantile Exchange (NYMEX) ist die weltgrößte Warenterminbörse. Sie befindet sich in New York City, Vereinigte Staaten. Zuvor bestand die NYMEX aus zwei Gesellschaften, der New York Mercantile Exchange und der New York Commodities Exchange (COMEX), die seit 1994 zu einer Gesellschaft verschmolzen sind. 2008 wurde die Börse von der CME Group übernommen.

## Rohstoffhandel
An dieser Börse werden Rohstoffe, wie Metalle, Energieprodukte oder Agrarrohstoffe gehandelt. Der Handel findet sowohl auf dem Parkett als auch über elektronische Handelssysteme statt und wird über die Commodity Futures Trading Commission, einer Behörde der US-Regierung reguliert. Folgende Rohstoffe werden in den beiden Abteilungen New York Commodities Exchange (COMEX) und New York Mercantile Exchange (NYMEX) gehandelt:
- COMEX: Aluminium, Gold, Kupfer und Silber
- NYMEX: Baumwolle, Benzin, Diesel, elektrische Energie, Ethanol, Erdgas, Erdöl, Heizöl, Kaffee, Kakao, Kohle, Palladium, Platin, Propan, Stahl, Uran und Zucker

Die Tabelle zeigt die Handelszeiten einiger Rohstoffe an der COMEX und NYMEX in Mitteleuropäischer Zeit (MEZ).
| Rohstoff  | ISIN         | WKN    | Ticker  | Parketthandel       | Elektronischer Handel      | Abteilung |
| --------- | ------------ | ------ | ------- | ------------------- | -------------------------- | --------- |
| Erdgas    | -            | -      | -       | 16:00 Uhr–20:30 Uhr | Sonntag–Freitag 0:00–23:15 | NYMEX     |
| Erdöl     | -            | -      | -       | 15:00 Uhr–20:30 Uhr | Sonntag–Freitag 0:00–23:15 | NYMEX     |
| Gold      | XC0009655157 | 965515 | XAU/USD | 14:20 Uhr–19:30 Uhr | Sonntag–Freitag 0:00–23:15 | COMEX     |
| Kupfer    | XC0009656965 | 965696 | HG      | 14:10 Uhr–19:00 Uhr | Sonntag–Freitag 0:00–23:15 | COMEX     |
| Palladium | XC0009665529 | 966552 | XPD/USD | 14:30 Uhr–19:00 Uhr | Sonntag–Freitag 0:00–23:15 | NYMEX     |
| Platin    | XC0009665545 | 966554 | XPT/USD | 14:20 Uhr–19:05 Uhr | Sonntag–Freitag 0:00–23:15 | NYMEX     |
| Silber    | XC0009653103 | 965310 | XAG/USD | 14:25 Uhr–19:25 Uhr | Sonntag–Freitag 0:00–23:15 | COMEX     |
| Stahl     | -            | -      | -       | 14:20 Uhr–19:30 Uhr | Sonntag–Freitag 0:00–23:15 | NYMEX     |
| Uran      | -            | -      | -       | 15:00 Uhr–20:30 Uhr | Sonntag–Freitag 0:00–23:15 | NYMEX     |

## Geschichte
Die Wurzeln der Warenterminbörsen liegen im 19. Jahrhundert. Dort begannen sich Händler an festgesetzten Punkten zu treffen, um Waren zu kaufen oder verkaufen. Gegen Ende des 19. Jahrhunderts waren so an Häfen und Eisenbahnstationen über 1600 Marktplätze entstanden. Im Jahre 1872 schlossen sich Milchhändler aus Manhattan zur „Butter and Cheese Exchange of New York“ (Butter- und Käsebörse von New York) zusammen. Später wurden Eier mit in den Handel aufgenommen und der Name entsprechend geändert. 1882 wurde der Name nochmals geändert. Die neue Bezeichnung war „New York Mercantile Exchange (NYMEX)“, da nun der Handel auch für Trockenfrüchte, Konservenwaren und Geflügel geöffnet wurde. 
Im frühen 20. Jahrhundert begann der Bau von großen, zentralisierten Warenhäusern in New York und Chicago. Dadurch verschwanden die kleinen lokalen Börsen und der Handel wurde an größere Plätze wie die NYMEX verlagert. Im Verlauf weiterer Zusammenschlüsse der Börsen „National Metal Exchange“, „Rubber Exchange of New York“, „National Raw Silk Exchange“ und „New York Hide Exchange“ entstand am 5. Juli 1933 die „New York Commodities Exchange (COMEX)“. Gehandelt wurden vor allem Metalle, Kautschuk, Seide und Felle. Die COMEX wurde am 3. August 1994 mit der NYMEX verschmolzen.
Bedingt durch die Terroranschläge am 11. September 2001 entschlossen sich die Verantwortlichen, einen Handelsraum auf Long Island als Backup zu errichten. Der Bau kostete zwölf Millionen US-Dollar und beinhaltet Plätze für 700 Händler, 2000 Telefone und ein Backup-Computersystem. Durch die Anschläge wurde die Hauptverwaltung des New York Board of Trade (NYBOT) im World Trade Center zerstört. Am 26. Februar 2003 verlegte das NYBOT (seit 2007 ICE Futures U.S.) seinen Hauptsitz in das NYMEX-Gebäude One North End Avenue im Brookfield Place in Lower Manhattan.
Am 17. März 2008 einigte sich die CME Group mit der NYMEX auf deren Übernahme. Die vereinbarte Kaufsumme betrug 9,48 Milliarden US-Dollar (ca. 6,15 Milliarden Euro). Davon bekamen die Aktionäre 3,4 Milliarden Dollar in bar und 6,08 Milliarden Dollar in Form von Aktien. Am 22. August 2008 war der Kauf abgeschlossen.